# سیاره‌های دورتر از نپتون
در پی یافتن سیارهٔ نپتون در ۱۸۴۶ یک اندیشهٔ چیره وجود داشت که شاید سیاره‌های دورتر از نپتون وجود داشته باشند. جست‌وجو در نیمهٔ سدهٔ نوزدهم میلادی برای یافتن آن آغاز شد ولی با جستجوهای پرسیوال لوول در آغاز قرن بیستم بود که به اوج رسید. لوول سیارهٔ ایکس (Planet X) را برای توضیح اختلال‌هایی در مدار نپتون، به‌ویژه اورانوس و نپتون که گمان می‌شد جاذبهٔ یک سیارهٔ بزرگ ناپیدا باعث آن است، به‌کار برد.
کشف پلوتو از سوی کلاید تامبا در سال ۱۹۳۰ فرضیهٔ لوول را تأیید نموده و پلوتون در سال ۱۹۳۰ به‌طور رسمی به‌عنوان نهمین سیاره در نظر گرفته شد. در ۱۹۷۸ کشف گردید که پلوتون کوچک‌تر از آن‌ است که بتواند سیاره‌های غول گازی را تحت تأثیر گرانشی قرار دهد که نتیجهٔ این اندیشه جست‌وجو برای یک سیارهٔ دهم بود. در اوایل دههٔ ۱۹۹۰ این جست‌وجوها هم با بررسی اندازه‌گیری‌های فضاپیمای وویجر ۲ رها شدند. این اندازه‌گیری‌ها نشان دادند که نابهنجاری‌هایی که وجودشان در مدار اورانوس نتیجه‌گیری شده بود، در اثر خطای جزئی در برآورد جرم واقعی نپتون بوده‌است.
پس از سال ۱۹۹۲، کشف بسیاری از اجرام کوچک یخی با مدار مشابه یا حتی گسترده‌تر از پلوتون به این بحث منجر شد که آیا پلوتون هنوز باید بنام یک سیاره باقی بماند یا اینکه آیا به آن جرم و همسایگان آن باید، مانند سیارک‌ها، رده و طبقه‌بندی جداگانهٔ خودشان داده شود. هرچند که تعدادی از اعضای بزرگ‌تر این گروه در ابتدا به عنوان سیاره تعریف شده بودند، در سال ۲۰۰۶ اتحادیهٔ بین‌المللی اخترشناسی پلوتون و بزرگ‌ترین همسایگان آن را در طبقه‌بندی خود به عنوان سیاره‌های کوتوله دانست و نپتون را دورترین سیاره شناخته شده در منظومهٔ خورشیدی اعلام کرد.